# Meinard III de Gorízia-Tirol
Meinard III (Landshut, 9 de febrer de 1344 - Castell de Tirol, 13 de gener de 1363) va ser duc nominal de l'Alta Baviera i l'últim comte del Tirol, primer i únic de la casa de Wittelsbach successora dels Meinardins o Gorízia-Tirol. Meinard era fill del duc Lluís V de Wittelsbach i de la comtessa Margarida Maultasch, comtessa del Tirol i, per tant, el darrer descendent de Meinard I de Gorízia-Tirol, comte de Gorízia que havia heretat el Tirol el 1253.
Meinard III va néixer a Landshut i des del naixement fou comte de Tirol. El 4 de setembre de 1359 es va casar amb Margarida d'Àustria (1346 - 14 de gener 1366), filla de l'aliat del seu pare, Albert II, duc d'Àustria, i en aquesta ocasió els seus pares van quedar absolts de ser excomunicats.
Després de la mort del seu pare Lluís, el 1361, va pujar al govern ducal de l'Alta Baviera, en què va ser fortament influenciat pels seus familiars els Wittelsbach.
Meinard III va morir al castell de Tirol prop de Merano, el 1363. La seva primerenca mort va induir a la seva mare a cedir el Tirol al duc austríac Rodolf IV d'Habsburg. A l'Alta Baviera la línia va quedar extingida i el territori va passar al seu oncle Esteve II de Baviera-Landshut, una de les dues divisions (1353) del ducat de Baixa Baviera (l'altre era Baviera-Straubing). Esteve II va reclamar el Tirol i el va envair però finalment va abandonar el comtat el 1369, a canvi d'una compensació financera enorme dels Habsburg.